# 盧卡斯·拉迪比
盧卡斯·華利留·拉迪比，OIS（Lucas Valeriu Radebe，1969年4月12日—）是一名南非前足球運動員，主要效力英格蘭球會列斯聯。

## 生平

### 球會
早年
拉迪比出生於鄰近约翰内斯堡的索韋托（Soweto）的迪克魯夫（Diepkloof），家中合共有11兄弟姊妹。在他15歲時，父母恐怕南非種族隔離時期的索韋托暴力會影響孩子，因而將他送到博普塔茨瓦纳的「黑人家園」（bantustan）。由於需要打發時間，拉迪比參加足球比賽並擔任守門員。
其後拉迪比被當地著名勁旅凱撒酋長發掘及羅致旗下，並改踢中場。1991年他在街上遭人鎗擊，沒有受到嚴重傷害，但襲擊的動機不明，拉迪比認為有人僱用鎗手襲擊他以防止他轉會他投。
列斯聯
部分由於鎗擊事件的推動，1994年拉迪比與另一名南非球員菲尔·马辛加（Phil Masinga）聯袂加盟英格蘭的列斯聯，凱撒酋長從中收取25萬英鎊的轉會費。初時他並不適應當地寒冷的天氣，18個月後思鄉的拉迪比更購買機票要返回约翰内斯堡，幸得父母的勸阻才打消去意。1996年協助球隊晉級英格蘭聯賽盃決賽，以0-3不敵阿士東維拉而屈居亞席。其後拉迪比成為隊中明星球員，被球迷暱稱為「酋長」（The Chief），除了因為其前屬的球隊外，亦因為他在防守上絕對控制能力。為表揚他的領導才能，球隊於1998/99年球季委任他擔當隊長一職。
拉迪比作為列斯聯的隊長非常成功：在1998/99年球季球隊在英超排行第4位獲得歐洲足協盃的參賽資格。而翌季更進一步以第3位完成球季取得歐聯的入場劵，其後更晉級至準決賽。拉迪比在球員生涯晚年飽受傷患困擾，在2001年拉迪比遭受膝蓋及足踝雙重傷患，迫使他斷斷續續休戰長達接近兩年。在效力列斯聯期間，拉迪比以對球會以至球迷之間的感情而拒絕轉投曼聯及AC米蘭。他只曾為球隊射入3球，沒有一球是在聯賽中取得，首個入球來自1997/98年英格蘭足總盃對牛津聯， 及後在1999/2000年球季的歐洲足協盃賽事中取得兩個入球，對手分別是貝爾格萊德柏迪遜及莫斯科斯巴達。

### 退役後
拉迪比於2004/05年球季末在艾蘭路球場舉行一場星光熠熠的告別賽後結束其職業球員生涯，是首名非歐盟球員獲英格蘭足球總會批准舉行告別賽，對賽球員分別來自世界各地及現在與過往的列斯聯球星，吸引多達37,886名支持者入場觀看，賽果「列斯聯明星隊」以3-7不敵「世界明星隊」，拉迪比為後者射入兩球，包括一球十二碼；他亦在南非德班的摩西·馬布海達體育場舉行另一場告別賽，賽果「南非邀請隊」3-2擊敗「拉迪比明星隊」，兩場球賽的收益全數撥作慈善用途。
2006年8月28日拉迪比表示計畫離開家鄉南非返回英格蘭利兹，聲稱「厭倦等待不值得信賴的人」，據報他曾獲承諾在備戰2010年世界盃的南非國家隊中擔當重要角色，惟結果未能兌現，他更辭任世界盃大使的職務，他在較早前曾出席在柏林舉行的世界盃交接儀式。
2009年10月拉迪比獲選為50名協助英格蘭申辦2018年世界盃的國內外球員大使之一。2010年4月25日迪比獲頒PFA成就獎。

### 國家隊
拉迪比自1992年7月7日南非獲解禁後首場國際賽1-0擊敗喀麥隆即首次代表國家隊上陣，更是南非以主辦國身份贏得1996年非洲國家盃的冠軍隊成員之一。他以隊長身份帶領國家隊晉級1998年及2002年兩屆世界盃決賽週，但均未能闖過分組初賽。
由於受傷患困擾，加上列斯聯與南非足總經常因入選問題產生紛爭，拉迪比於2003年5月22日對英格蘭後退出國際賽舞台，合共為國家隊上陣70場及射入兩球。
國家隊入球
| # | 日期           | 地點               | 對賽球隊 | 入球 | 賽果 | 競賽       |
| - | -------------- | ------------------ | -------- | ---- | ---- | ---------- |
| 1 | 1997年12月17日 | 沙特阿拉伯，利雅德 | 乌拉圭   | 1-0  | 3-4  | 洲際國家盃 |
| 2 | 2002年6月12日  | 南韓，大田市       | 西班牙   | 2-2  | 2-3  | 世界盃     |

## 慈善工作
拉迪比懷有一顆善心，除在球場上叱吒風雲外，他亦參與教育、社區及慈善工作，包括照顧愛滋孤兒的「海星慈善計劃」（Starfish charity）及為病童實現夢想的「夢想成真基金」（Reach for a Dream Foundation）等，於2005年獲开普顿大学（University of Cape Town）頒發榮譽社會科學碩士學位（honorary Master of Social Sciences degree）。
拉迪比曾擔任國際足協的SOS兒童村大使；他亦於2000年12月以其在足球界進行反對種族歧視及在南非爭取兒童福利的工作獲得国际足联公平竞赛奖。拉迪比於2003年4月獲選英超十年社區貢獻獎以確認其場內場外對社區活動的努力。

## 其他
拉迪比於2004年在南非電視台「SABC 3」的《偉大南非人》（Great South Africans）節目中獲選為「百大南非人」中的第54位。他亦是2004年夏季奧林匹克運動會在南非進行火炬接力的火炬手之一。2005年拉迪比以其優良體育成就獲南非总统頒發「天堂鳥銀勳章」（Order of Ikhamanga in Silver）。
於1997年成立的另類搖滾樂隊「凱撒首領」（Kaiser Chiefs）聲稱命名來自拉迪比以前效力的球隊，而他對年青人具有濃厚的影響力，而樂隊成員全部是列斯聯忠實球迷。2009年拉迪比被南非旅遊局推選為「2010面向世界大使」（2010 Ambassador to the World）以在來年世界盃舉行前推廣當地旅遊業。
拉迪比與南非9次四大賽得主職業高爾夫球手加利·普莱尔（Gary Player）份屬好友，經常出席對方舉辦的「加利·普莱尔邀請慈善高爾夫球賽」，為不同的兒童慈善項目籌募善款。
拉迪比的妻子費芝韋（Feziwe Faith Radebe）與大腸癌搏鬥三年後於2008年10月11日去世，享年34歲，遺下兩名子女，當時年僅9歲的盧卡斯·雨果（Lucas Hugo）及4歲的奧雲美（Owami）。同年12月拉迪比在健身房因心臟病暈倒送院後無大礙。
在列斯聯的艾蘭路球場有一間廂房以拉迪比的名字命名，而當地一款新啤酒亦以他的名字稱為「拉迪啤」（Radebeer）。

## 榮譽

### 球會
列斯聯
- 英格蘭聯賽盃亞軍：1996年；

### 國家隊
南非
- 非洲國家盃冠軍：1996年；亞軍：1998年；季軍：2000年；

## 延伸閱讀
- Graeme Friedman，《Madiba's Boys The Stories of Lucas Radebe and Mark Fish》，英國，Comerford & Miller，ISBN 1 919 888 08，由曼德拉作序。

## 外部連結
- 盧卡斯·拉迪比 – FIFA國際賽競賽紀錄 (存檔)
- 足球数据库：盧卡斯·拉迪比的球员统计数据
- Lucas Radebe: The original Kaiser Chief （页面存档备份，存于）
- Everybody's hero! （页面存档备份，存于）
- Lucas Radebe - Footballer
- Lucas RADEBE The loyal Chief （页面存档备份，存于）
- SPORTING GREATS Soccer: Lucas Radebe （页面存档备份，存于）
- 拉迪比還鄉記錄短片

| 體育角色               | 體育角色               | 體育角色           |
| ---------------------- | ---------------------- | ------------------ |
| 前任： 加利·麥亞里士打 | 列斯聯隊長 1998-2001年 | 繼任： 里奧·費迪南 |